# BonGusto

Logo des HD-Ablegers

BonGusto (bis 2010 unter dem Namen „tv.gusto“) ist ein Fernsehsender zum Thema Essen und Genießen.
Der Pay-TV-Kanal zeigt sowohl eigenproduzierte als auch internationale Lifestyle-Formate und deutsche Programmpremieren.
Seit dem 1. Januar 2023 ist BonGusto ein Unternehmen der Passion TV GmbH mit Sitz in Köln. Geschäftsführer ist Jörg Schütte.

## Empfang
BonGusto ist über digitales Kabel sowie IPTV in Deutschland, Österreich und der Schweiz zu empfangen.
Technische Verbreitung von BonGusto:
- IPTV der Deutschen Telekom/MagentaTV (Deutschland)
- Magenta Telekom/MagentaTV (Österreich)
- A1 Telekom Austria (Österreich)
- Swisscom/blue TV (Schweiz)
- Sunrise UPC (Schweiz)